# 스피드왕 번개
《스피드왕 번개》(Speed King Bungai)는 대한민국의 TV 애니메이션 시리즈이다. 1998년 5월 18일부터 8월 18일까지 SBS에서 전 26화로 방영되었다. 이후 2000년 대교방송과 2004년 애니원 및 챔프TV에서 수시 편성된 바 있다.

하지만,  한국 애니메이션 중에서 반드시 언급되는 명작임에도 불구하고, 저작권 문제로 인해 공식 루트를 통해서 보는게 불가능한 로스트 미디어가 되어버렸다.  

## 줄거리
강번개와 그의 동료들이 청솔초등학교 오토롤러 전국 대회에 참가하면서 벌어지는 이야기를 다루고 있다.

### 오토롤러
인라인 스케이트를 착용한 다섯 명의 선수가 한 팀을 이루어 오토카(리모컨 조종 미니카)를 조종하며 여러 코스가 있는 트랙의 결승점을 상대 팀보다 먼저 통과하면 승리하는, 작품 고유의 스포츠 종목이다. 오토카는 리모컨으로만 조종해야하며, 리모컨은 같은 편끼리 패스를 주고받을 수 있다.
오토카와 사람의 동시통과가 승리원칙인것으로 애니메이션 3화에서 나온다.

## 등장인물

### 청솔 초등학교 스피드팀
강번개 (Bungai Kang)
오토카 - 번개카(4륜)
미국 서부지역 오토롤러 선수권 대회 준우승을 일궈냈을 정도로 수준높은 오토롤러 실력을 갖고 있다. 자신의 부상에 충격을 받아 쓰러진 어머니로 인해 오토롤러를 하지 않겠다는 결심을 하고 한국으로 전학왔으나, 청솔 스피드팀의 위기를 두고 볼 수 없어 결국 오토롤러를 다시 시작하게 된다.
조아라 (Ara Cho)
청솔초등학교를 휘젓고 다니는 여장부. 겉보기에는 예쁘게 생겼지만 요주의 인물로 분류될만큼 강력한 포스를 갖고 있다. 강번개에게 첫눈에 반해 오토롤러까지 함께 하게 된다.
황장군 (JangGoon Hwang)
오토카 - 스피드카(4륜) (완구 미출시) → 나폴레옹(4륜)
굉장히 힘이 세기 때문에 오토롤러 선수를 하고는 있지만 실제로는 굉장히 순진한 면도 있다. 처음에는 강번개와 대립각을 세웠지만 그와 연습 경기를 하고 난 뒤로는 친해졌다. 원래 주장이었으나, 강번개에게 주장 자리를 넘기게 된다.
우공명 (GongMyung Woo)
굉장히 똑똑하고 냉철한 성격의 소유자로 청솔 스피드팀의 전략기획관 역할을 하고 있다. 실전에서의 실력은 보통 수준.
박하늘 (HaNuel Park)
청솔 스피드팀의 메카닉 담당으로, 실전에서는 큰 활약을 하지 못하지만 RC카에 대해서는 타의 추종을 불허할 정도의 많은 지식을 갖고 있는 전문가이다.
윤미라 (Mira Yoon)
오토카 - 포세이돈(캐터필러) (완구 미출시)
청솔초등학교에 새로 부임한 보건 교사로, 쇼트트랙 선수 출신의 미인이다. 모두 기피하던 청솔 스피드팀의 코치를 맡아 함께 전국 대회에 가게 된다.
천용비 (YongBi Chun)
오토카 - 질풍(4륜) (완구 미출시)
느닷없이 청솔초등학교로 전학온 사고뭉치 소년. 전학 첫날부터 청솔 스피드팀의 번개카를 교묘한 전파를 이용해 교란시킬 정도로 RC카에 대한 지식이 풍부하며, 실전에서의 오토롤러 실력도 수준급이다. 우공명의 부상 이후 청솔 스피드팀에 대타로 들어오게 되지만, 워낙 장난끼가 심한 탓에 아라 & 장군과 사사건건 대립한다. 그러나 차츰 정이 들게 된다.
이찬우 (ChanWoo Lee)
용비의 삼촌으로, 대학 시절 윤미라와 함께 오토롤러를 하던 연인이었다. 그러나 줄리안과의 연습 경기 과정에서 무리하게 드래곤 스파이어 기술을 사용해 상대방에게 큰 부상을 입히자 이에 충격을 받아 오토롤러를 그만두고 사라지게 된다. 이후 5년 만에 윤미라의 곁에 나타나 맴돌다가 결국 청솔 스피드팀의 감독을 맡게 된다.

### 대왕 초등학교 액션팀
칸
오토카 - 슈퍼카(4륜) (완구 미출시)
본명은 백천궁. 지난 대회 챔피언 대왕초등학교 액션팀의 주장을 맡고 있다. 엄청난 실력을 갖고 있어 굉장히 오만하지만 강번개에게만큼은 경계심을 늦추지 않는다.
신미오 (Mio)
대왕 액션팀의 홍일점 소녀. 강번개를 처음 본순간 반해버려 끊임없는 구애를 하지만, 그럴 때마다 조아라와의 전쟁을 치르게 된다.
장네모
대왕 액션팀에서 가장 힘이 센 소년. 그러나 황장군과 마찬가지로 실제로는 푼수끼가 좀 있다.
허종지
굉장히 약삭빠르고 눈치있는 소년으로 "긴급속보"를 입에 달고 다닌다. 사실상의 대왕 액션팀 정보통이다.
마원형
청솔팀에 우공명이 있다면 대왕 액션팀에는 마원형이 있다. 굉장히 냉철한 판단으로 전략을 짜는 역할을 맡고 있다.
줄리안 (Julian)
오토카 - 스콜피온(6륜) (완구 미출시)
프랑스 출신의 전 오토롤러 선수로, 지금은 칸을 지휘하고 있는 대왕 액션팀의 감독이다. 라이벌 이찬우가 어느 날 갑자기 사라진데 대해 의문을 품고 이리저리 수소문하다가 일산신도시까지 찾아오게 되었다. 이후 결국 이찬우와 스피드팀을 상대로 승부를 겨루게 된다.

### 청운 초등학교 헤라크레스팀
육갑탄
오토카 - 스트리트 파이터(6륜) (완구 미출시)
청솔 스피드팀의 오토롤러 선수권 첫번째 상대인 지난 대회 3위팀 청운 헤라크레스팀의 주장. 스피드팀이 오토롤러 선수권 참가 원서 제출을 하러 갔을 때 부딪히자 원서 제출을 방해하려고 했으며 압도적인 신체 조건과 스카이마운틴이라는 기술로 스피드팀을 위협하지만 드래곤 스파이어에 무너지고 만다.

### 고려 초등학교 마스터팀
박대우
오토카 - 불카누스(4륜) (완구 미출시)
청솔 스피드팀의 오토롤러 선수권 두번째 상대인 지난 대회 준우승팀 고려 마스터팀의 주장. 박하늘의 아버지와 '황금콤비'를 이루었고, 포뮬러 경기대회 우승 31회 준우승 20회의 기록을 세운 자동차 경주 명선수 박진호의 아들. 오토롤러 신동으로 불리며 오만할 정도로 강한 자신감을 갖고 있다.

### 선화 초등학교 레오파드걸스팀
하주빈
오토카 - 비너스(4륜) (완구 미출시)
지난 대회 4위팀인 선화 레오파드걸스팀의 주장으로 아름다운 외모를 지녀 소년들로부터 인기를 얻고 있다. 청솔 스피드팀과 함께 영희도로 전지훈련을 갔을 때 드래곤 스파이어를 연습하던 번개와 만나게 된다. 그리고 스피드팀이 조난자를 구조할 때도 함께 했으며 번개와 서로 호감을 느끼게 되며 바다로 같이 놀러나가는 한편 드래곤 스파이어와 스피드팀의 정보를 물색한다. 이후 스피드팀과 연습경기를 하며 선의의 경쟁을 통해 번개와 우정을 쌓는다.
박지윤
레오파드걸스의 팀원으로 하주빈과 함께 번개를 만나며 구조 작업과 전력 물색에 함께 한다. 자신을 좋아하는 장군이를 꼬드겨 스피드팀의 정보를 얻어낸다.

## 성우진
- 최덕희 - 강번개
- 정미숙 - 조아라
- 이선주 - 황장군
- 김정애 - 우공명 / 장군이 어머니
- 한인숙 - 박하늘
- 故 김일 - 천용비
- 손정아 - 칸 / 아라 동생
- 이현선 - 신미오
- 강수진 - 마원형 / 미오의 경호원 2
- 서혜정 - 윤미라
- 이정구 - 이찬우
- 故 오세홍 - 담임 선생님
- 이미자 - 김판돌 / 하주빈 / 아라 엄마
- 이규화 - 줄리안 / 미오 조수 / 미오의 경호원
- 안경진 - 장길순 / 박지윤 / 조가람
- 구자형 - 아라 아빠 (조갑득) / 육갑탄
- 김민석 - 번개 아빠 (강무엽) / 교무주임 / 박대우
- 김정희 - 번개 엄마
- 박은숙 - 허종지
- 유해무 - 장네모 / 하늘이 아버지 / 아나운서
- 설영범 - 교장 선생님
- 온영삼 - 교감 선생님 / 내레이션

## 제작진
- 기획: SBS
- 프로듀서: 김종남, 김재영
- 원작·캐릭터 디자인: 캐릭터 플랜
- 시나리오: 조정희, 조성황
- 애니메이션 연출: 한헌명, 김일
- 미술감독: 오응환
- 배경설정: 심재정, 한은숙
- 작사·작곡: 최명섭
- 편곡: 윤병주
- 노래: 영턱스클럽
- 음악: TMC
- 음향효과: 리드 사운드
- 녹음: 박지원, 전용호, 이환우
- 편집: 안재영, 여용옥
- CG: 김민경
- 제작부장: 최재완
- 진행: 방수연
- 조연출: 최영회
- 연출: 김용진
- 감독: 심상일, 성백엽
- 애니메이션 제작: 삼원동화, 캐릭터 플랜, 심스 애니메이션, 동우동화
- 제작: SBS, 캐릭터 플랜, 심스 애니메이션, 손오공

## 방영 목록
| 회차   | 부제                   | 본 방송일       |
| 제1화  | 새친구 번개            | 1998년 5월 18일 |
| 제2화  | 스피드팀의 탄생        | 1998년 5월 19일 |
| 제3화  | 스피드팀 VS 액션팀     | 1998년 5월 25일 |
| 제4화  | 하늘이의 방황          | 1998년 5월 26일 |
| 제5화  | 스피드팀의 코치        | 1998년 6월 8일  |
| 제6화  | 격돌! 번개와 칸!       | 1998년 6월 9일  |
| 제7화  | 아라의 질투            | 1998년 6월 15일 |
| 제8화  | 아라는 못말려          | 1998년 6월 16일 |
| 제9화  | 장군이의 실수          | 1998년 6월 22일 |
| 제10화 | 공포의 스카이마운틴!   | 1998년 6월 23일 |
| 제11화 | 개막! 오토롤러게임대회 | 1998년 6월 29일 |
| 제12화 | 드래곤 스파이어의 비밀 | 1998년 6월 30일 |
| 제13화 | 드래곤 VS 스카이마운틴 | 1998년 7월 6일  |
| 제14화 | 환상의 무지개요리      | 1998년 7월 7일  |
| 제15화 | 대결! 레오파드걸스     | 1998년 7월 13일 |
| 제16화 | 칸의 음모              | 1998년 7월 14일 |
| 제17화 | 말썽꾸러기 천용비      | 1998년 7월 20일 |
| 제18화 | 드래곤 토네이도!       | 1998년 7월 21일 |
| 제19화 | 지옥의 전사들!         | 1998년 7월 27일 |
| 제20화 | 여섯번째 선수          | 1998년 7월 28일 |
| 제21화 | 흔들리는 우정          | 1998년 8월 3일  |
| 제22화 | 친구를 위하여          | 1998년 8월 4일  |
| 제23화 | 새로운 파이어이글      | 1998년 8월 10일 |
| 제24화 | 포세이돈의 힘          | 1998년 8월 11일 |
| 제25화 | 승리를 향하여          | 1998년 8월 17일 |
| 제26화 | 마지막 승부            | 1998년 8월 18일 |

결방
- 1998년 6월 1일: 광역단체장 후보 합동토론회 「서울시장 후보」
- 1998년 6월 2일: 광역단체장 후보 합동토론회 「경기도지사 후보」

## 같이 보기
- 트랙 시티
- 범퍼킹 재퍼